# Rhynchium nigrolimbatum
Rhynchium nigrolimbatum är en stekelart som beskrevs av Charles Thomas Bingham 1912. Rhynchium nigrolimbatum ingår i släktet Rhynchium och familjen Eumenidae. Inga underarter finns listade i Catalogue of Life.